# Rapidform
RapidForm est un éditeur de logiciel spécialisé en rétroconception et manipulation de données 3D issues notamment de scanners 3D. Cet éditeur est connu pour son logiciel de reconstruction de surface à partir de nuage de points : XOR (basé sur INUS Technology).
En 2012, Rapidform est racheté par 3D systems.